# Phreata subacta
Phreata subacta är en fjärilsart som beskrevs av Walker 1855. Phreata subacta ingår i släktet Phreata och familjen tofsspinnare. Inga underarter finns listade i Catalogue of Life.